# Lepontiska alperna
Lepontiska alperna (italienska: Alpi Lepontine, tyska: Lepontinische Alpen) är en bergskedja i de schweiziska kantonerna Valais, Ticino, Uri, Graubünden och i de italienska regionerna Piemonte och Lombardiet. Den högsta toppen, Monte Leone, är 3 553 meter över havet i Valais. I norra delen ligger det välkända Sankt Gotthardsmassivet.

## Geografi

### Allmänt
I SOIUSA-systemet utgör de Lepontiska alperna en sektion (SZ 10) i Nordvästalperna. De Lepontiska alperna begränsas i väster av Simplonpasset, i norr av Rhônes dalgång, Urserendalen och Vorderrhein, i öster av Hinterrhein och Splügenpasset och i söder av Passo San Jorio, Bellinzona och Lago Maggiore.
Huvudkedjan ansluter till de Penninska alperna vid Simplonpasset. Den förlöper via Griespasset och Nufenenpasset till det 50 kilometer västerut belägna Sankt Gotthardspasset. Huvudkedjan fortsätter 20 kilometer västerut till Lukmanierpasset och vidare till det 40 kilometer västerut belägna Splügenpasset, som är gräns till de Rätiska alperna. 

### Indelning
Det ca 100 km långa och 50 km breda området kan indelas på olika sätt. SOIUSA gör följande:

#### Monte Leonegruppen och Sankt Gotthard massivet
Området innefattar huvudkejdan från Simplonpasset till Lukmanierpasset. (SOIUSA-undersektion: STS 10.I)

#### Mellan floderna Toce och Ticino
Bergskedjorna söder om San Giacomo-passet, alltså mellan floderna Toce och Ticino kallas av SOIUSA Alpi Ticinesi e del Verbano, (SOIUSA-undersektion: STS 10.II). På svenska har namnet Tessin-alperna ibland använts med något oklar betydelse. Här finns dalarna Centovalli, Valle Maggia och Valle Verzasca vars floder mynnar i Lago Maggiore nära Locarno. Den högsta toppen är Basòdino (3 274 m ö.h.)

#### Adulaalperna
Området mellan Lukmanierpasset och Splügenpasset, med sidokejor kallas Adulaalperna (SOIUSA-undersektion: STS 10.III). Den högsta toppen är Adula eller Rheinwaldhorn (3 402 m ö.h.)

### Kommunikationer
Simplonpasset är vanligen öppet på vintern. Kedjans huvudkam korsas av fyra sommaröppna bilvägar: Nufenenpasset , Sankt Gotthardspasset med vinteröppen vägtunnel, Lukmanierpasset och San Bernardinopasset med vinteröppen vägtunnel. Under Gotthardspasset leder även två järnvägstunnlar. En mindre järnväg är Centovallibanan mellan Locarno och Domodossola.

## Geologi och naturtillgångar
Området består huvudsakligen av kristallina bergarter. I kantonen Ticino finns flera stenbrott.

## Språk
Tyska talas norr om huvudkammen liksom i de schweiziska Walserbyarna söder om Simplonpasset och i Bosco Gurin i Ticino. I Surselva, Hinterrheins dalgång, är dock rätoromanska vanligt. Söder om huvudkammen talas mest italienska.

### Etymologi
Namnet kommer av Leponterna, ett folk som levde i nuvarande Ticino och Ossoladalen på 600-talet f.Kr. och underkuvades av romarriket

## Turism
Det finns några vintersportorter, bland annat Andermatt. Ascona och Locarno vid Lago Maggiore är omtyckta turistmål under vår, sommar och höst. 